# 軟雕海蝦蛄
軟雕海蝦蛄（学名：Alima hieroglyphica）为蝦蛄科海蝦蛄屬下的一个种。